# 塔格 (阿肯色州)
塔格（英語：Tag）是位於美國阿肯色州波普縣的一個非建制地區。該地的面積和人口皆未知。

## 地理
塔格的座標為35°31′53″N 93°02′30″W / 35.53139°N 93.04167°W，而該地的平均海拔高度為170米（即558英尺）。